# جمبه
 جمبه  بالفارسية (روستاى چمبه) قرية صغيرة تتبع البلدة المركزية (بالفارسية: بخش مرکزی شهرستان بندر لنگه) من توابع مدينة لنجة وتقع في محافظة هرمزگان في جنوب إيران. تقع القرية في منحدر «جبل چمبه» .

## حدود قرية جمبه
حدود قرية جمبه: من الشمال: جبل جمبة، ومن الجنوب كارستانه، ومن الغرب قرية ارمك، ومن الشرق تنتهي بقرية مهركان في أقصى الشرق.

## السكان
يبلغ عدد سكان هذه القرية حسب تعداد السكان لعام 2006 للميلاد، (150) نسمه تشكل (25 عائلة) من أهل السنة والجماعة وعلى المذهب الشافعي. يتكلون الفارسية باللهجة المحلية، لهم
مسجد، ومدرسة، وعيادة صحية صغيرة، وبركتان لحفظ مياه الأمطار، يمتهنون بتربية المواشي والزراعة، ولهم 200 نخلة مثمرة، وأراضي زراعية خصبة، وعين ماء.
يمتهنون بمهنة الزراعة وتربية المواشي.
كذلك يستخرجون الملح من منجم الملح قريبة من قريتم ويحملونها على ظهور الجمال ويبيعونها في القرى المجارة لقريتهم.